# Ion Iliescu
Ion Iliescu   (Oltenița, 3 de març de 1930 - Bucarest, 5 d'agost de 2025) fou un polític romanès, que va ser onze anys President de Romania des de 1989 fins a 1996 i des de 2000 a 2004 i més endavant líder del Partit Socialdemòcrata de Romania al Senat.
El 2005 es va acusar Iliescu de crims contra la humanitat en els anys 1989-1990 i d'abusos de poder els mateixos anys i durant els primers anys de la dècada dels noranta. Els seus partidaris i ell mateix van afirmar que aquestes acusacions són un instrument de venjança per l'oposició.

## Infància i estudis
Iliescu va néixer a Olteniţa a la Província de Călăraşi al sud-oest de Romania, el 3 de març de 1930. Fill d'Alexandru Iliescu, un treballador de ferrocarrils, militant al Partit Comunista Romanès. Iliescu estudià mecànica de fluids a la Universitat Politècnica de Bucarest. Més tard va estudiar a l'Institut d'Energia a la Universitat Estatal de Moscou. Durant la seva estada a Moscou va ser secretari de l'Associació d'Estudiants Romanesos. En tornar a Romania va casar-se amb Elena Şerbănescu amb qui no té fills.

## Inicis polítics
El 1944 va afiliar-se a la Unió dels Comunistes Joves, el partit de la joventut del PCR, fins que el 1953 ingressà al Partit Comunista Romanès. Va ser membre del Comité Central de la Unió dels Comunistes Joves (1956-1965) i membre del Comité Central del Partit Comunista Romanès (1965-1984). Va ser Ministre de Joventut (1967-1971) durant el govern de Ion Gheorghe Maurer. El 1971 començà un distanciament amb el president Nicolae Ceauşescu.

## Revolució Romanesa de 1989
Després de la revolta anticomunista de Timişoara, Iliescu i uns quants comunistes més va crear el Front de Salvació Nacional (FSN). Iliescu va proposar una "democràcia original" multipartidista. Després de la mort de Ceauşescu el 1989, Iliescu es va autoproclamar president de la República, això era el 22 de desembre de 1989.

## President de la República (1989-1996)
En les eleccions presidencials romaneses del 20 de maig de 1990 Iliescu va obtenir un 85,07% i 12.232.498 vots, derrotant a Radu Câmpeanu del Partit Nacional Liberal (10,64% i 1.529.188 vots) i a Ion Raţiu del Partit Nacional Agrari - Democràcia Cristiana (4,29% i 617.007 vots). Així va continuar com a President fins al 1992. El 1992 fundà el Front Democràtic de Salvació Nacional (FDSN) (posteriorment renomenat a Partit Socialdemòcrata de Romania. En les eleccions presidencials romaneses del 27 de setembre i 11 d'octubre de 1992 Iliescu va assolir en la primera volta un 47,34% i 5.633.456 vots, contra Emil Constantinescu de la Convenció Democràtica Romanesa (31,24% i 3.717.006 vots). En la segona volta va obtenir un 61,43% i 7.393.429 vots) contra Emil Constantinescu del CDR (38,57% i 4.641.207 vots). I així continuà la presidència fins al 1996. En les eleccions presidencials romaneses del 3 i 17 de novembre de 1996, en la primera volta va aconseguir un 32,25% i 4.081.093 vots contra Emil Constantinescu del CDR (28,21% i 3.569.941 vots). En canvi en la segona volta la va perdre (Ion Iliescu - 45,59% i 5.914.579 vots) i (Emil Constantinescu - 54,41% i 7.057.906 vots). Iliescu deixà el càrrec de president de la República el 29 de novembre de 1996 precedint a Emil Constantinescu.

## President de la República (2000-2004)
En les eleccions presidencials romaneses del 26 de novembre i 10 de desembre del 2000, en la primera volta va obtenir un 36,35% i 4.076.273 vots, contra Corneliu Vadim Tudor del Partit de la Gran Romania (28,34% i 3.178.293 vots). En aquestes eleccions el centredreta del Partit Demòcrata es van veure fortament derrotats. En la segona volta va obtenir un 66,83% i 6.696.623 vots contra Corneliu Vadim Tudor del PRM (33,17% i 3.324.247 vots). La constitució romanesa diu que els presidents no s'hi poden estar més de dues legislatures al poder, per això Iliescu no es va poder tornar a presentar en les eleccions presidencials de 2004, a qui va deixar a Adrian Năstase, però aquest va ser derrotat en la segona volta per Traian Băsescu (PD). El mateix dia que va deixar la presidència a Băsescu, va ser nomenat líder del Partit Socialdemòcrata de Romania al Senat. En les Eleccions primàries del PSD de 2005 va deixar la presidència del partit a Mircea Geoană (21 d'abril de 2005).